# 尚武 (涅夫勒省)
尚武（法語：Champvoux，法語發音：[ʃɑ̃vu]）是法国涅夫勒省的一个市镇，属于卢瓦尔河畔科讷库尔区。

## 地理
尚武（47°9'20"N, 3°4'58"E）面积10.67 平方千米，位于法国勃艮第-弗朗什-孔泰大區涅夫勒省，该省份为法国中部省份，北至约讷省，西北接卢瓦雷省，西接谢尔省，南至阿列省，东南接索恩-卢瓦尔省，东临科多尔省。
与尚武接壤的市镇（或旧市镇、城区）包括：拉沃、绍尔涅、拉马尔什、特龙桑日。

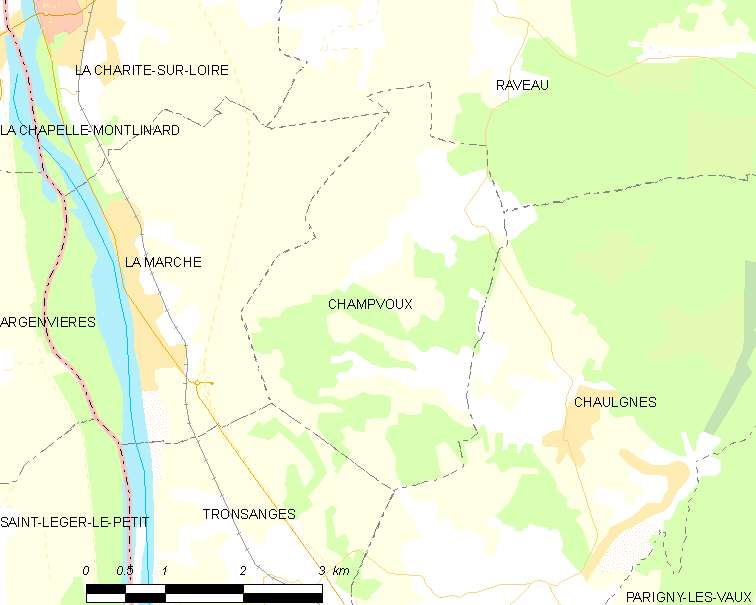
的OSM定位图

尚武的时区为UTC+01:00、UTC+02:00（夏令时）。

## 行政
尚武的邮政编码为58400，INSEE市镇编码为58056。

## 政治
尚武所属的省级选区为卢瓦尔河畔拉沙里泰县。

## 人口

1962-2008年间人口变化图示

尚武于2022年1月1日时的人口数量为285人。